# Xã Concord, Quận Bureau, Illinois
Xã Concord (tiếng Anh: Concord Township) là một xã thuộc quận Bureau, tiểu bang Illinois, Hoa Kỳ. Năm 2010, dân số của xã này là 1.644 người.